# Feliks Błocki

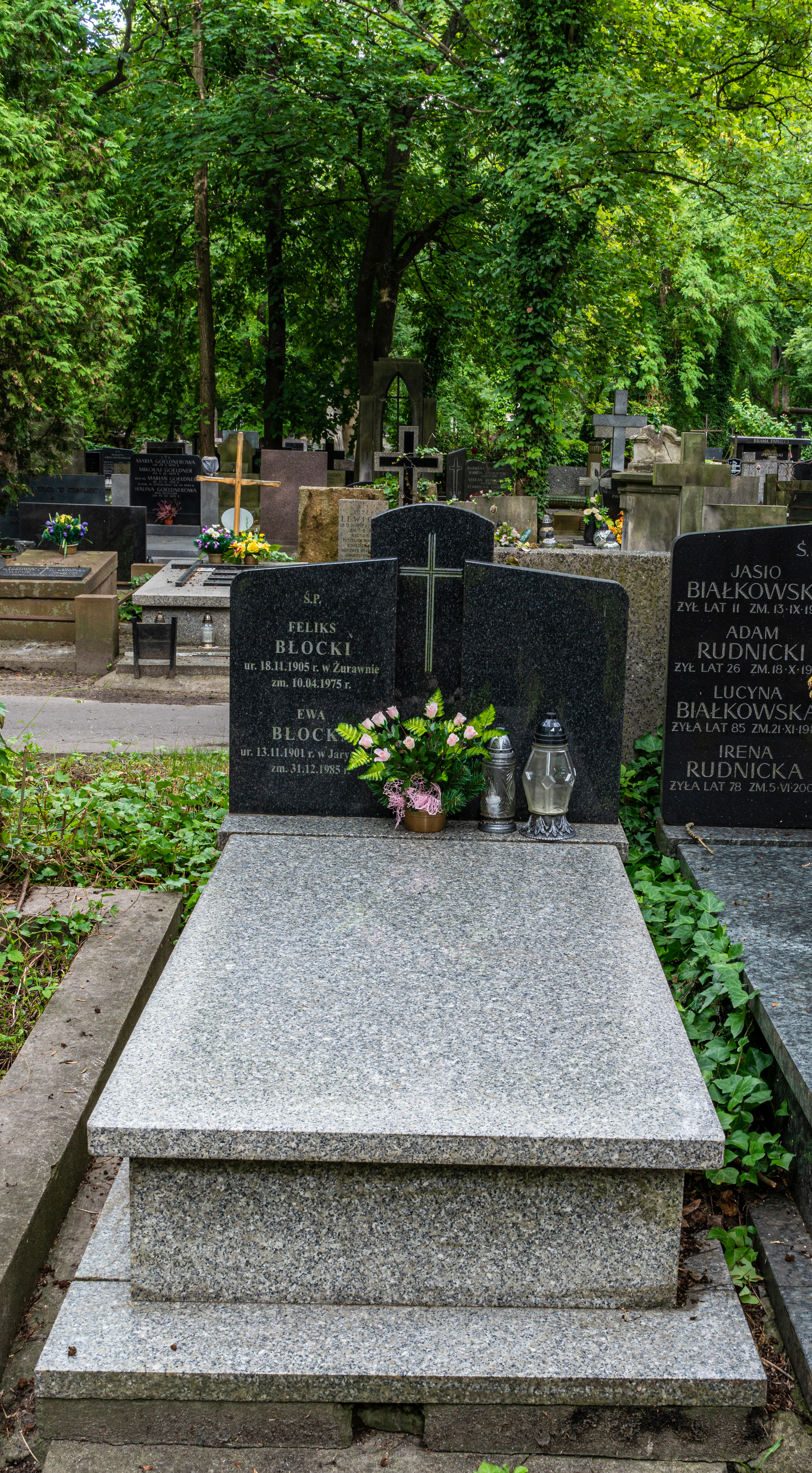
Grób Feliksa Błockiego na cmentarzu Powązkowskim

Feliks Błocki (ur. 18 listopada 1905 w Żurawnie, zm. 10 kwietnia 1975 w Warszawie) – profesor, inżynier elektryk, specjalista w dziedzinie telekomunikacji.

## Życiorys
Ukończył gimnazjum w Złoczowie i wstąpił na Oddział Elektromechaniczny Wydziału Elektrycznego Politechniki Lwowskiej, gdzie w 1931 uzyskał dyplom inżyniera elektryka. Już w 1930 został asystentem w Katedrze Fizyki, a po awansie na adiunkta pracował w laboratorium teletechnicznym, jednocześnie podejmując pracę w Dyrekcji Telefonii i Telegrafów we Lwowie na stanowisku specjalisty.
Okres II wojny światowej przepracował w podrzędnych jednostkach Politechniki Lwowskiej.
W 1945 rozpoczął pracę na Politechnice Warszawskiej, a w 1955 otrzymał tytuł profesora nadzwyczajnego. Na Politechnice kierował Katedrą Teletransmisyjnych Urządzeń Przewodowych, gdzie opracowano pierwsze w Polsce urządzenie telefonii 12-krotnej. Pracował także w Instytucie Łączności, gdzie kierował pracami nad opracowaniem tranzystorowego traktu liniowego dla telefonii wielokrotnej oraz opracowaniem telefonii czasowej o modulacji kodowej (PCM). W 1971 przeszedł na emeryturę.
Feliks Błocki był dwa razy laureatem Nagrody Państwowej II stopnia w 1964 i 1974 roku oraz tytułu Mistrz Techniki Polskiej w 1973 roku dla siebie i zespołu. Był autorem wielu publikacji w prasie technicznej, współautorem książki Systemy wielokrotne w telekomunikacji oraz skryptu Telefoniczne systemy wielokrotne o podziale czasowym. 
Zmarł w Warszawie, pochowany na cmentarzu Powązkowskim (kwatera 126-2-8). 

## Ordery i odznaczenia
- Krzyż Oficerski Orderu Odrodzenia Polski (1971)
- Krzyż Kawalerski Orderu Odrodzenia Polski (1965)
- Medal Komisji Edukacji Narodowej (1974)
- Złota Odznaka Honorowa Stowarzyszenia Elektryków Polskich (1974)